# Simon Böer
Simon Böer (ur. 15 października 1974 w Bonn) – niemiecki aktor telewizyjny i filmowy.

## Życiorys

### Wczesne lata
Po ukończeniu liceum i pierwszej podjętej pracy społecznej, w latach 1996-99 studiował w Hochschule für Film und Fernsehen „Konrad Wolf“ w Poczdamie-Babelsberg. Podczas studiów w Berlinie debiutował na scenie Teatru pod Dachem (Theater unterm Dach) w sztuce Ferdinanda Brucknera Bóle młodzieńcze (Krankheit der Jugend, 1998). Potem występował w Tacheles Berlin w Płatonoie Antoniego Czechowa (1999) i Zdradzeni ludzie (Verratenes Volk, 2000), Badisches Staatstheater Karlsruhe w Zbójcach Friedricha Schillera (2000), Amphitryon Heinricha von Kleista (2000), Stanowisko dowodzenia w pięciu kursach (Gefecht in fünf Gängen) Christine Eichel (2001) oraz Gotowanie z Elvisem (Kochen mit Elvis) Lee Hall (2001). 
W 2002 pracował jako freelancer w Volksbühne Berlin w inscenizacji Areszt domowy (Hausarrest), a także w B.A.T. Berlin jako Jason w Mamma Medea Toma Lanoye (2003).

### Kariera
W 1999 brał udział w filmach krótkometrażowych. Zagrał główną rolę Henry’ego w thrillerze psychologicznym Uległy (Devot, 2003), określanym przez dziennik „Der Tagesspiegel” jako 9 1/2 tygodnia dla wymagających. Popularność wśród telewidzów w Niemczech zyskał jako Maximilian Castellhoff w serialu ZDFneo Alisa - Idź za głosem serca (Alisa - Folge deinem Herzen, 2010). W serialu ZDF Pożeracz serc niewieścich - ojciec z czterema synami (Herzensbrecher – Vater mit vier Söhnen, 2013–2014) wcielił się w owdowiałego od dwóch lat ewangelickiego pastora Andreasa Tabariusa z czterema synami.
Pojawiał się także gościnnie w wielu niemieckich serialach telewizyjnych, w tym Kobra – oddział specjalny (Alarm für Cobra 11, 2005), Telefon 110 (Polizeiruf 110, 2006, 2007), SOKO Leipzig (2008–2010), Jednostka specjalna „Dunaj” (SOKO 5113, 2011, 2013) czy Tonio & Julia (2018) w dwóch odcinkach „Winy i pokuta” (Zwei sind noch kein Paar) i „Kneifen gilt nicht” jako Paul Grünwald. Znalazł się także w obsadzie melodramatu Oskara Roehlera Cząstki elementarne (Elementarteilchen, 2006) obok Moritza Bleibtreu i dramacie erotycznym Larsa von Triera Nimfomanka (Nymphomaniac, 2013) z Charlotte Gainsbourg.

## Filmografia

### Filmy fabularne
- 2003: Devot jako Henry Richter
- 2004: Agnes i jego bracia (Agnes und seine Brüder) jako Chłopak Nadine
- 2006: Cząstki elementarne  (Elementarteilchen) jako kochanek Jane
- 2008: Im Gehege (TV) jako
- 2009: Lulu i Jimi (Lulu und Jimi) jako Richard
- 2009: Dinosaurier jako Tom
- 2011: Emilie Richards - Entscheidung des Herzens (TV) jako John
- 2012: Geliebtes Kind (TV) jako Andi
- 2012: Der Klügere zieht aus (TV) jako Thorben
- 2013: Medcrimes - Nebenwirkung Mord (TV) jako Alex Steiner
- 2013: Vorzimmer zur Hölle III - Plötzlich Boss (TV) jako dr Anton Brandl
- 2013: Tessa Hennig - Mutti steigt aus (TV) jako Robert
- 2013: Nimfomanka (Nymphomaniac) jako człowiek niezainteresowany
- 2014: Hin und weg jako Jan
- 2014: Der Weg nach San José (TV)
- 2015: Tod den Hippies!! Es lebe der Punk! (TV) jako Bernd

### Seriale TV
- 2004: Der Elefant: Mord verjährt nie jako Simon Fürstenau
- 2004: Nikola jako pacjent Gingsen
- 2004: In aller Freundschaft jako Lars Wolf
- 2004: Dr. Sommerfeld - Neues vom Bülowbogen jako Harry Spiesberger
- 2005: Jetzt erst recht! jako Tom Merkel
- 2005: Wolffs Revier jako Robert Dilly
- 2005: Kobra – oddział specjalny (Alarm für Cobra 11) jako Axel Schneider
- 2005: Balko jako Bruno Schuster
- 2005: Der Ranger jako Max
- 2005: SOKO Wismar jako Nick Kramms
- 2005: Donna Leon jako Instruktor kadetów
- 2005: Wszystko oprócz seksu (Alles außer Sex) jako Martin Scheerer
- 2005: Unser Charly jako Thomas Wallner
- 2006: Telefon 110 (Polizeiruf 110) jako Tobias Sommer
- 2006: Paare jako Marco
- 2006: Angie
- 2007: Inga Lindström jako Max Falin
- 2007: Allein unter Bauern jako Ulf Herold
- 2007: Rosamunde Pilcher jako Matthew Brody
- 2007: SOKO Köln jako Daniel Farin
- 2007: Telefon 110 (Polizeiruf 110) jako Stefan Häfner
- 2007: Der letzte Zeuge jako Markus Henne
- 2007: Die Rettungsflieger jako Christian Baumann
- 2007–2008: Stolberg jako dr Alexander Stille
- 2008: Nasz Charly (Unser Charly) jako Julius Keller
- 2008: Hallo Robbie! jako Daniel Berger
- 2008: Ein Fall für zwei jako Dirk Schäfer
- 2008–2010: SOKO Leipzig jako dr Werner Kruse
- 2010: Alisa - Folge deinem Herzen jako Maximilian Castellhoff
- 2010–2011: Die Pfefferkörner jako pierwszy komisarz Sven Bader
- 2011: Jednostka specjalna „Dunaj” (SOKO 5113) jako Jürgen Lentroth
- 2011: Das Traumschiff jako Benjamin Hellwig
- 2012: Heiter bis tödlich - Henker & Richter jako Justus Kanein
- 2012: Auf Herz und Nieren jako Florian
- 2012: In aller Freundschaft jako Markus Lindner
- 2013: Jednostka specjalna „Dunaj” (SOKO 5113) jako Erik
- 2013: Der Landarzt jako Christian Schulte
- 2013–2014: Zdobywcy serc (Herzensbrecher) jako Andreas Tabarius
- 2014: Die letzte Spur jako Steffen Ehrhoff
- 2015: Armans Geheimnis jako Max Merten
- 2015: Die Kuhflüsterin jako Winnes Wöllner
- 2017: Kobra – oddział specjalny (Alarm für Cobra 11) jako Marc Debosch
- 2018: Tatort: Familien jako Philipp Weigel
- 2020: Górski lekarz jako Hannes Brandt